# Szałsza
Szałsza (niem. Schalscha) – wieś sołecka w Polsce położona w województwie śląskim, w powiecie tarnogórskim, w gminie Zbrosławice.
| SIMC    | Nazwa   | Rodzaj    |
| ------- | ------- | --------- |
| 0225242 | Kuźnica | część wsi |
| 0225259 | Piekło  | część wsi |

W latach 1975–1998 miejscowość należała administracyjnie do województwa katowickiego.
W okresie III Rzeszy, w latach 1936-1945 miejscowość nosiła nazwę Kressengrund.

## Zabytki
- Pałac w Szałszy
- Kościół Narodzenia Najświętszej Maryi Panny w Szałszy

## Galeria

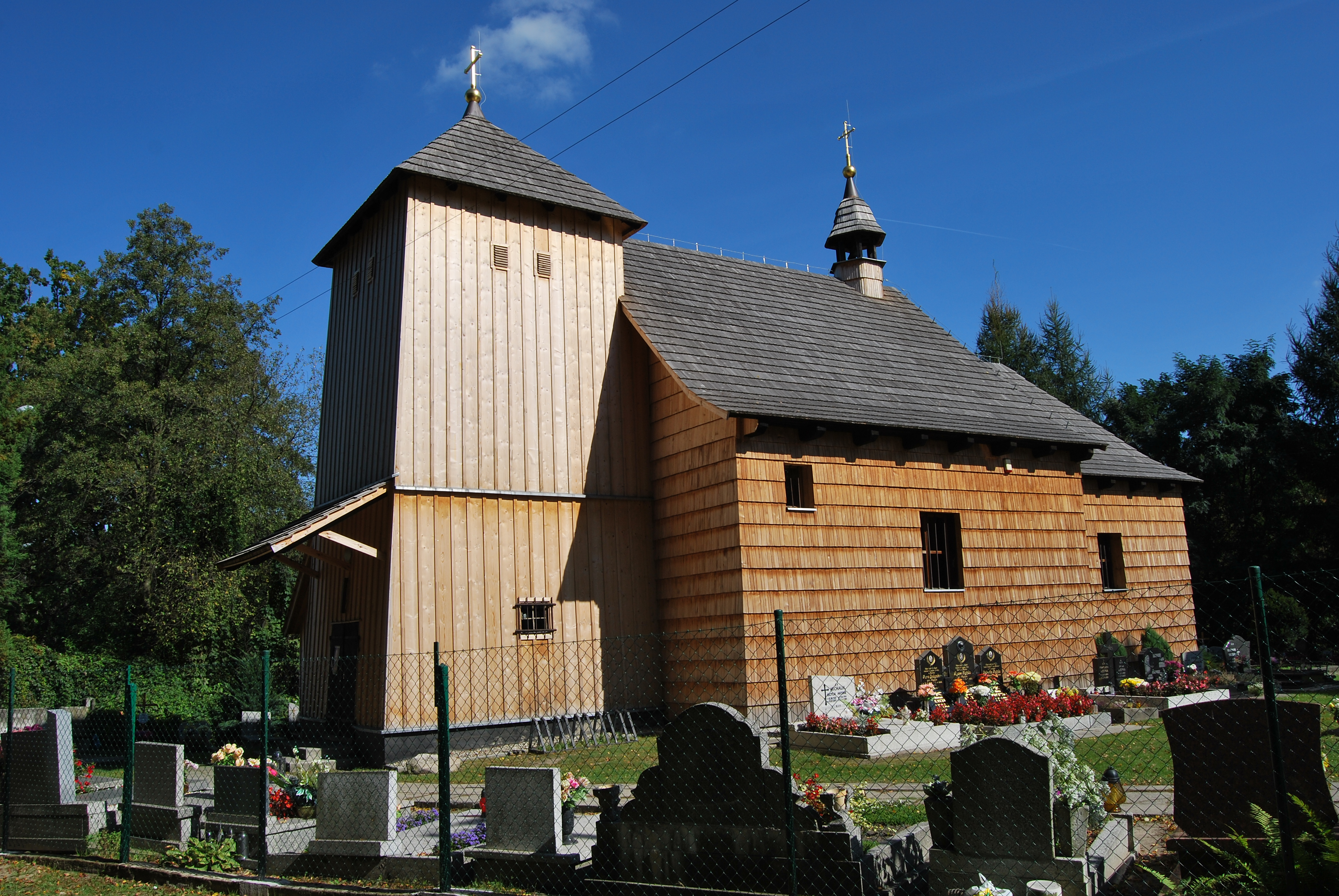
Kościół Narodzenia NMP
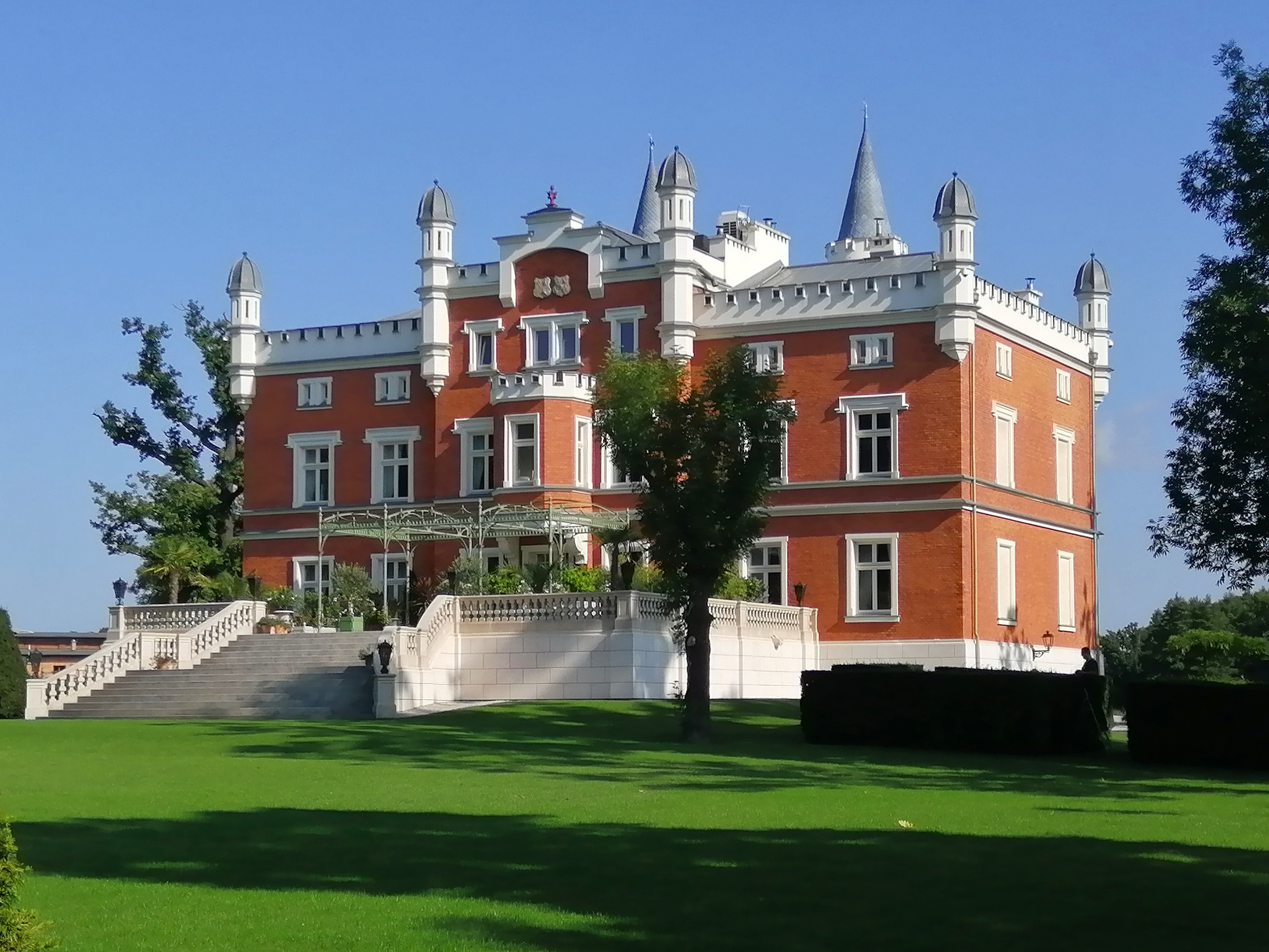
Pałac w Szałszy
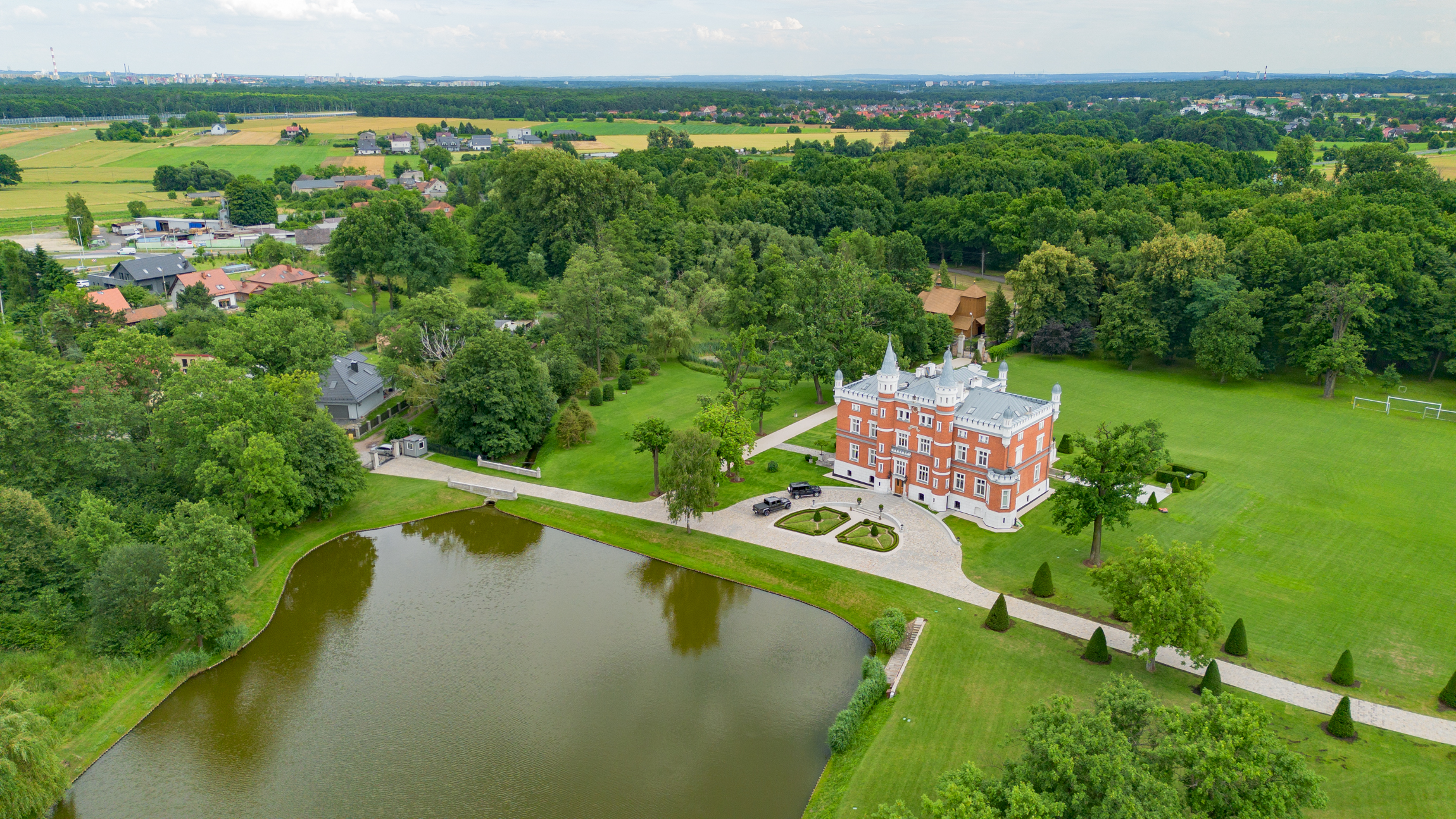
Pałac w Szałszy z lotu ptaka (2023)
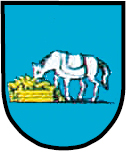
Nieoficjalny herb wsi Szałsza